# Кузеран (графство)
Графство Кузеран (фр. Comté de Couserans) — феодальное владение на юге Франции со столицей в исторической провинции Кузеран, существовавшее в X—XI веках. В настоящее время его территория входит в состав французского департамента Арьеж.

## История

### Графство Кузеран
Ранняя история графства Кузеран тесно связано с историей графств Комменж, Каркассон и Фуа. В середине X века упоминаются два брата, Арно I (ум. до 957) и Роже I (ум. до 949). Имя их отца в источниках не сообщается, однако, согласно Жургену, они могли быть сыновьями Аснара III (ум. ок. 940), который был граф Комменжа с ок. 935 года. Они владели двумя частями графства Комменж, при этом Арно упоминается и как граф Кузерана. Арно считается родоначальником дома Фуа-Каркассон. Точно не известно, какая именно территория входила в состав графства. Возможно, часть Кузерана, позже составившая ядро виконтства Кузеран,  или оставалась в подчинение графов Комменжа, или они распространили туда своё влияние в XII веке. Часть Кузерана входила в состав епископства Кузеран.
Из трёх сыновей Арно Кузеран унаследовал старший, Роже I Старый. Кроме того, он получил графство Каркассон и часть графства Разе, а также сеньорию Фуа, ставшую позже ядром графства Фуа. О его правлении известно очень мало. Последнее упоминание о нём относится к апрелю 1011 года. Его второй сын, Бернар I Роже (981—1036/1038), при разделе отцовских владений получил Кузеран, часть Каркассона и сеньорию Фуа. Благодаря браку с графиней Бигорра Гарсендой (ум. 1032/1034) он ещё больше увеличил свои владения. Его резиденцией был замок Фуа, в котором он построил квадратную башню, символ своей власти. Бернар Роже также способствовал основанию у подножья замка города Фуа. Он прожил больше 72 лет (очень почтенный возраст для этого времени). Согласно его завещанию, владения Бернара Роже были разделены между тремя его старшими сыновьями. Кузеран унаследовал младший из его сыновей, Пьер Бернар. Его старший брат, граф Роже I де Фуа, умер бездетным, в результате чего или Пьер, или его сын Роже унаследовал также Фуа, объединив его с Кузераном.
В 1180 году из части Кузерана было создано виконтство Кузеран.

## Список графов Кузерана
Дом Фуа-Каркассон
- ??? — до 957: Арно I (ум. до 957) — граф де Комменж и де Кузеран
- до 957 — после 1011: Роже I Старый (ум. после 1011) — граф Каркассона, Разе и Кузерана, сын предыдущего
- ок. 1012—1034: Бернар Роже (981—1036) — граф Фуа, Кузерана, Каркассона, и Бигорра с ок. 1012, сын предыдущего
- 1034—1071: Пьер Бернар (ум. 1071) — граф Кузерана с 1034, граф Фуа с 1064, брат предыдущего
- 1071—1124: Роже I (ум. 1124) — граф Фуа (Роже II) с 1074, сын предыдущего